# سریلانکان ایرلاینز

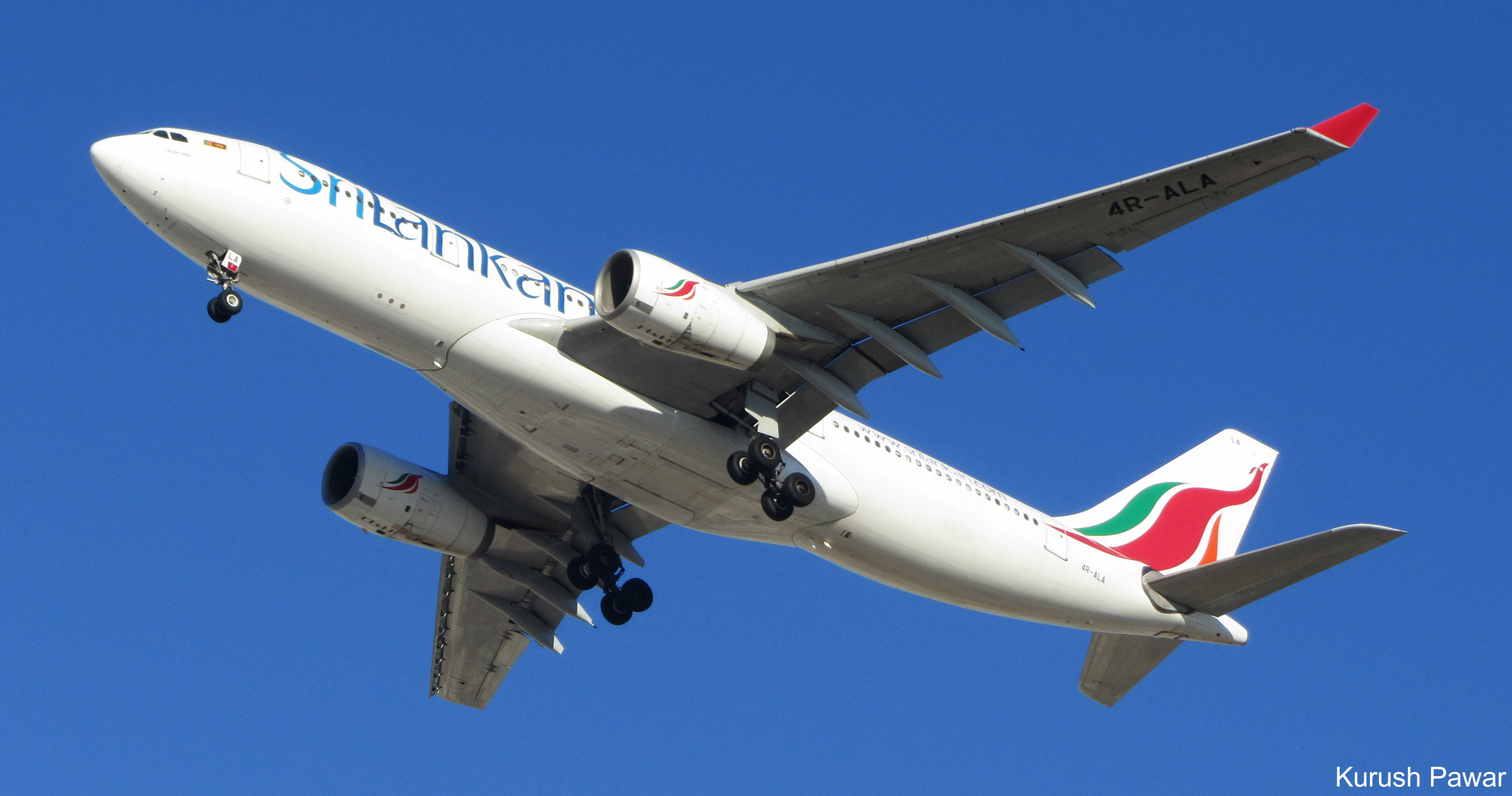
هواپیمای ایرباس ای۳۳۰ متعلق به سریلانکان ایرلاینز

سریلانکان ایرلاینز (به انگلیسی: SriLankan Airlines) شرکت هواپیمایی حامل پرچم سری‌لانکا است، که فعالیت خود را در سال ۱۹۷۹ با اجاره دو فروند هواپیمای بوئینگ ۷۰۷، از شرکت سنگاپور ایرلاینز، آغاز نمود.
شرکت سریلانکان ایرلاینز در حال حاضر روزانه به ۶۱ مقصد در اروپا، خاورمیانه، آسیای جنوبی، آسیای جنوب شرقی، خاور دور، آفریقا، استرالیا و آمریکای شمالی پروازهای مستقیم دارد.
دفتر مرکزی این شرکت در شهر کاتونایاکه، سری‌لانکا قرار دارد و فرودگاه بین‌المللی باندرانیکی و فرودگاه بین‌المللی ماتالا، قطب‌های این شرکت هواپیمایی به‌شمار می‌آیند.
شرکت سریلانکان ایرلاینز در حال حاضر در ناوگان هوایی خود، دارای ۲۳ فروند هواپیمای جت مسافربری می‌باشد. این شرکت از ماه می ۲۰۱۴ عضوی از اتحادیه وان‌ورلد به‌شمار می‌آید.